# Carlos VII de França
Carlos VII de França (Hôtel Saint-Pol, Paris, 22 de fevereiro de 1403 – Mehun-sur-Yèvre, 22 de julho de 1461), dito o Vitorioso (em francês: le Victorieux) ou o Bem-Servido (em francês: le Bien-Servi), foi o Rei da França de 1422 até à sua morte (1461), apesar da sua legitimidade ter sido questionada pelo rei Henrique VI de Inglaterra. É o quinto rei do ramo da Casa de Valois da Dinastia dos Capetos.
Carlos herdou o trono francês em 1422 após a morte de seu pai Carlos VI, porém as circunstâncias eram desesperadoras. Forças da Inglaterra e de João, Duque da Borgonha, ocuparam Guiena no norte da França, incluindo Paris, a cidade mais populosa, e Reims, a cidade onde os reis franceses eram tradicionalmente coroados. Além disso, seu pai o havia deserdado em 1420 e reconhecido Henrique V de Inglaterra como seu herdeiro e legítimo sucessor. Ao mesmo tempo, estourou uma guerra civil entre os Armagnacs, apoiantes da Casa de Valois, e os Borguinhões.
Com sua corte sendo estabelecida em Bourges, sul do rio Loire, Carlos foi jocosamente chamado de "Rei de Bourges" pela região ser um dos últimos redutos leais a ele. Entretanto, sua posição militar e política melhorou muito com o surgimento de Joana d'Arc como líder espiritual. Ela e outras figuras carismáticas levaram as tropas francesas a importantes vitórias que criaram o caminho para a coroação de Carlos na Catedral de Reims em 1429. Esse evento melhorou a moral francesa e as hostilidades com a Inglaterra continuaram. Os franceses conseguiram expulsar os ingleses em 1453.
Os últimos anos de seu reinado foram marcados por conflitos com seu filho mais velho o futuro rei Luís XI.

## Início de vida
Filho de Carlos VI da França e de Isabel da Baviera, seus irmãos mais velhos viriam a falecer antes do pai, deixando-lhe o título de Delfim do Viennois ou herdeiro do trono. Foi conde de Ponthieu e duque da Touraine em 1416, duque de Berry e conde de Poitiers em 1417, Delfim depois da morte dos irmãos mais velhos em 1417.
A França achava-se em guerra com a Inglaterra (a Guerra dos Cem Anos), disputando esta o trono àquela. Após a derrota francesa na Batalha de Azincourt, em 1415, o pai deserdou-o pelo Tratado de Troyes (1420), o qual previa que, pela sua morte, seu único herdeiro natural seria o rei de Inglaterra. Quando Carlos VI morreu, tanto Henrique VI de Inglaterra como o jovem Delfim Carlos foram proclamados reis de França; os seus apoiantes invocavam a instabilidade mental do seu pai como causa para a assinatura do tratado, declarando-o nulo e considerando o delfim o único legítimo soberano da França. Porém, cerca de dois terços do reino obedeciam ao rei inglês, entre os quais Reims, em cuja catedral os reis de França eram tradicionalmente coroados.
Morto o pai, foi reconhecido pela facção dos Armagnacs, apenas. Seguiram-se anos de anarquia, em que se apoiava em sua sogra, a qual ajudou Joana d’Arc a se impor. Transformou Bourges em sua capital, apoiando-se inicialmente em Jacques Coeur (1395-1456 Chio), o primeiro burguês a obter a honra de entrar (em 1442) para o Conselho real.

## Joana d'Arc

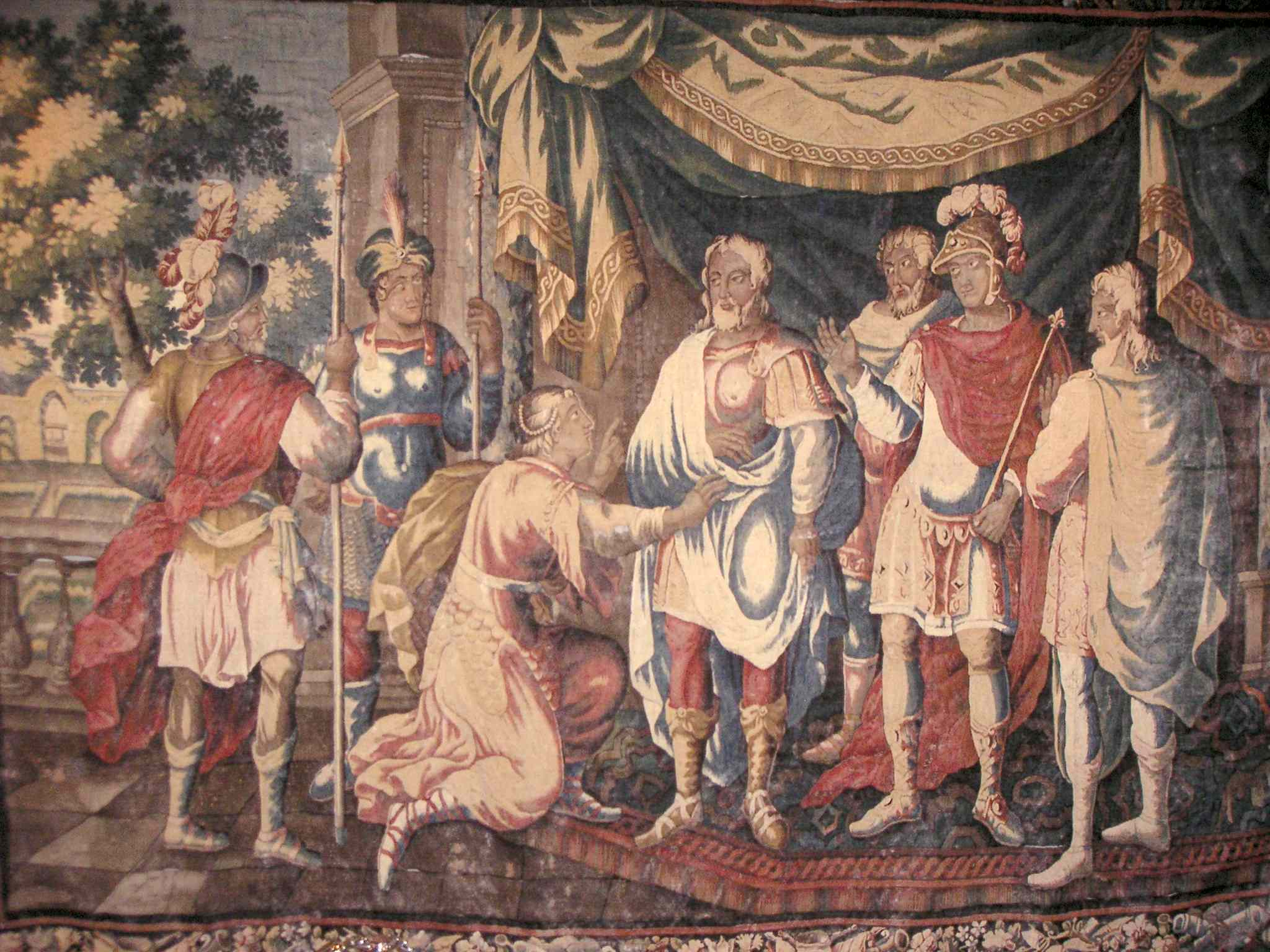
Encontro de Carlos VII com Joana d'Arc em Chinon.

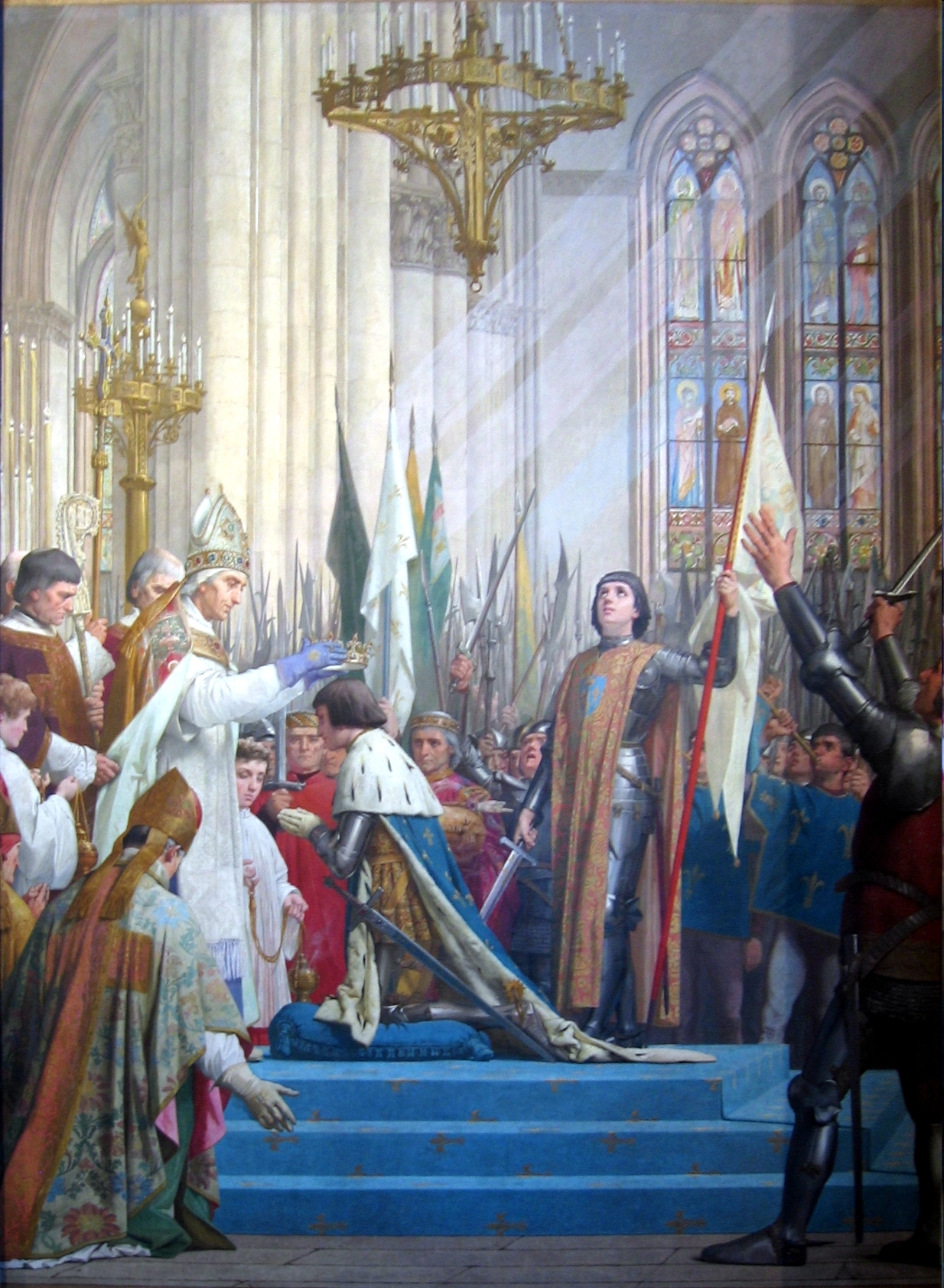
Coroação de Carlos VII, em Reims.

Joana d'Arc, a jovem pastora, dizia ter visões e afirmava que o trono estava destinado por Deus a Carlos; foi levada ao Delfim, e este, impressionado, confiou-lhe um pequeno exército; conseguiu libertar Orleães e a partir daí assegurou várias vitórias para os Franceses.
O delfim não ignorava as aventuras extraconjugais da mãe, Isabeau de Bavière. Sempre a dúvida parece ter corroído sua personalidade, fragilizada pelo contexto político tão difícil. Parece ter vindo de Joana d'Arc o conforto ao rei de Bourges sobre sua situação filial, na entrevista de ambos em Chinon, dando-lhe um pouco de sua confiança. Carlos pôde ir reconquistando seu reino, até finalmente poder ser coroado rei em Reims, em 17 de Julho de 1429.
Graças aos sucessos de Joana d'Arc e apesar de sua morte trágica, Carlos VII muda de personalidade, De indolente e indeciso, torna-se enérgico e audacioso. Terá sobretudo o valor de reconhecer as personalidades de valor que o rodeiam, o bastardo de um príncipe, Dunois, e os irmãos Bureau, tão importantes quando da última batalha de Castillon contra os ingleses em 1453. Terá ainda o chanceler Jean Jouvenel des Ursins, cujos traços nos são conhecidos por um belíssimo quadro de Roger Van Der Weyden. E Jacques Coeur, o financista bem mal recompensado aliás por seus serviços. Sem esquecer Agnes Sorel, que pela primeira vez na França terá o papel oficial de amante real, no qual deu prova de bom senso. Por isso às vezes o rei é chamado Charles le Bien servi.
A partir de certo momento, a situação virou a seu favor. Pelo Tratado de Arras de 1435, o duque da Borgonha, Filipe, o Bom, até então aliado dos Ingleses, passa-se para o seu lado, e Carlos consegue recuperar a maior parte dos territórios ingleses no Continente, excepto Calais.
Joana tinha partido para reconquistar Paris mas os franceses da capital, contentes com seu destino, nem queriam pensar em rever os Armagnacs. Repeliram Joana que, ferida no combate em 8 de setembro, bateu em retirada. Carlos VII começou então a se afastar dela. Encarregou-a de combater um bandido, que lhe causou derrota humilhante em Charité-sur-Loire onde estava refugiado. Ali, os moradores de Compiègne, atacados pelos borguinhões, chamaram ajuda de Joana. Ela, com seu próprio dinheiro, levantou uma tropa de 400 mercenários e partiu a auxiliá-los, sem dizer nada ao rei. Entrou na cidade de noite, mas no dia seguinte, tentando um ataque, foi aprisionada pelos borguinhões de João de Luxemburgo.
A pedido da Universidade de Paris, que a queria fazer condenar como herética, Joana foi levada a Rouen para ali ser julgada por tribunal da Igreja. O tribunal era presidido por Pierre Cauchon, bispo de Beauvais, da qual dependia Compiègne, e pelo irmão dominicano Jean Le Maître, vigário do inquisidor na França. Tais eclesiásticos franceses admitem com dificuldade que Deus tenha-se dirigido a uma pobre pastora, ou que Ele tenha tido desejado tomar partido na querela entre Armagnacs e Norguinhões. Censuram-na por usar roupas masculinas, por ter tentado se suicidar (era na verdade uma tentativa de evasão), de ter visões falsas. A história é conhecida: ela será queimada viva em Rouen, na praça do Vieux-Marché, em 30 de maio de 1431, sem que o rei se importasse. Em reconhecimento, porém, este a tornará nobre, assim como sua família, em 24 de dezembro de 1429). E em 7 de julho de 1456, em Rouen, um tribunal reclamado pela mãe de Joana declarará seu processo cheio de roubos, calúnias, iniquidade, sendo portanto anulado.
O poder monárquico, desfeito por um século e meio de guerras, foi de novo centralizado na pessoa do Rei. Este, entre outras medidas, estabeleceu a universidade de Poitiers em 1432, procurou limitar os direitos feudais através do estabelecimento de Parlamentos regionais, para a aplicação da justiça régia nessas regiões. Enfim, em 7 de Julho de 1438, promulgou a Pragmática Sanção de Bourges, pela qual passava a controlar melhor a Igreja na França.
No final da sua vida, seu filho revoltou-se abertamente contra ele. Após a sua morte, sucedeu-lhe no trono sob o nome de Luís XI de França.

## 1453
Em 17 de julho de 1453, o exército do rei encontra com um corpo expedicionário inglês perto das margens do rio Dordogne, arredores da aldeia de Castillon. A batalha dá fim afinal ao longo conflito que a história conhece como Guerra dos Cem Anos.
A fase final se dá após o suplício de Joana d´Arc em 1431. Forte com a legitimidade por ela assegurada, Carlos retomou a contra-ofensiva, assistido pelo Grand Argentier Jacques Coeur, que restaurou as finanças do Estado; por Dunois, que comandava suas tropas, e pelos irmãos Jean e Gaspard Bureau, que reorganizaram o exército e formaram pela primeira vez uma artilharia poderosa e relativamente eficaz. Agnes, sua amante, mantinha elevada sua coragem como, de maneira completamente diferente, tinha feito Joana. Em 1450, Carlos VII foi vitorioso em Formigny. As hostes reais, comandadas pelo conde de Penthièvre, desceram pelo vale do rio Dordogne. Bergerac foi conquistada em 10 de outubro. Bordeaux se rendeu aos franceses pelo tratado de 12 de junho de 1451. Os ingleses foram expulsos da terra francesa, exceto de Calais. Mas, em Bordeaux e na Aquitânia, os súbditos de Carlos VII têm logo saudades dos ingleses, que cuidavam de respeitar seus direitos comunais e sua autonomia. Reclamam do rei em Bourges, que não lhes presta orelha. Bordeaux chama de volta os ingleses. Embora metido na guerra dinástica inglesa conhecida como a Guerra das Duas Rosas, Henrique VI envia tropas para a Aquitânia, 3 000 soldados comandados por John Talbot, guerreiro idoso, de quase 70 anos. O corpo expedicionário desembarca em 20 de outubro de 1452 perto de Soulac, no Médoc, no local ainda chamado Angra do Inglês ou "l’Anse de l’Anglot". Chegam mais 2 mil de reforço, mas os franceses contam mais de 10 mil soldados e 300 canhões, comandados por Dunois e pelos irmãos Bureau. No confronto decisivo, a metros das muralhas de Castillon, morrem 9 mil soldados, entre eles Talbot. Empregada pela primeira vez de modo racional e sistemático, a artilharia assegura a vitória francesa. A cavalaria já não mais é a rainha das batalhas! A batalha, semanas depois da queda de Constantinopla diante dos turcos, passará quase despercebida dos contemporâneos mas marcará, na História militar, o triunfo da artilharia.
Os ingleses reembarcam, tendo renunciado para sempre à Aquitânia e às posses continentais da dinastia real dos Plantageneta.
Vencedor final da Guerra dos Cem Anos, Carlos VII morrerá oito anos mais tarde, em 22 de julho de 1461, aos 58 anos, amargurado por enfrentar a rebeldia do próprio filho Luís. Impaciente por governar, arriscando a unidade tão caramente conquistada, o filho levanta os vassalos contra o rei e se alia ao rival, de novo um duque da Borgonha - desta vez Filipe o Bom.

## Casamento
Sua amante famosa foi Agnes Sorel, morta em 1450 que lhe deu quatro filhos, abaixo. Houve outra amante, mas sem posteridade, Antoinette de Maignelay (ca. 1430- 1461) senhora ou dame de Villequier.
Casou em 18 de dezembro de 1422 com Maria de Anjou (1404-1463 na abadia de Chateliers no Poitou), filha de Luís II de Anjou, rei de Nápoles, e de Iolanda de Aragão. 
- 1 - João (n. 1426, cedo morto)
- 2 - Jaime ou Jacques (1426, cedo morto).
- 3 - Carlos de Guiena - Chateau de Montils-lez-Tours 1446-1472 envenenado em Bordeaux), Duque de Berry 1461; da Normandia 1465; da Aquitânia 1469. Intrigou frequentemente contra o irmão, sobretudo durante a Liga do Bem público. Morto solteiro.
- 4 - Radegunda (1425-1444 Tours).
- 5 - Catarina (1428-1446 Bruxelas). Casada em St. Omer em 1440 com Carlos da Borgonha (morto em 1477), Duque da Borgonha.
- 6 - Iolanda (Tours 1434-1478 Mont Caprel). Casada em 1452 com Amadeu IX de Saboia (morto em 1488), Duque de Saboia.
- 7 - Joana (1435-1482 castelo de Moulins-lez-Tours). Casada em 1447 com João II (morto em 1488) Duque de Bourbon.
- 8 - Filipe (n. e m. 1436).
- 9 - Margarida (1437-1438 Tours).
- 10 - Joana (1438-1446).
- 11 - Maria (1438-1439).
- 12 - Maria (1441-cedo morta).
- 13 - Madalena (Tours 1443-1495 Pamplona). Casada em St. Jean d’Angely em 1461 com Gastão de Foix (morto em 1470), conde de Foix, príncipe de Viana.

Seu primogênito, é claro, foi Luís XI (Bourges 1423-1483), rei em 1461.
De Agnes Sorel:
- A - Carlota ou Charlotte de Valois (Raures 1434-31 de maio de 1477 assassinada pelo marido em Romiers). Bâtarde de France. Casou em 1462 com Jacques de Brezé (1440-1490), Conde de Maulevrier, filho de Pedro II de Brezé (1410-1456). Era marechal e grande senescal da Normandia, favorito de Carlos VII e praticamente chefe do governo [1443 a 1450], chamado ‘l’homme le plus complet de l’époque". Como matou a mulher e seu amante, mesmo sendo Marechal e grande Senescal da Normandia foi condenado a grande multa e teve que ceder seus bens ao rei.
- B -Maria Margarida de Valois (1443-1473) Senhora ou Dame de Royan. Casada em Vendôme em 1458 com Olivier de Coëtivy (morto em 1480), Conde de Taillebourg, senescal da Aquitânia.
- C - Joana de Valois (1448-1467). Intitulada também bâtarde de France. Casou em 1461 com Antoine de Bueil (morto em 1506), Conde de Sancerre.
- D - uma filha (1449-fevereiro de 1450).